# Steve Gilmore
Stephen Richard Gilmore, Marinero australiano, fue Comandante de la flota australiana entre octubre de 2009 hasta diciembre de 2011.

## Carrera
El Contralmirante Steve Gilmore, AM, CSC, RAN se unió a la Real Marina Australiana como guardiamarina entrando como cadete junior en 1977. Después de recibir su certificado completo de Guardia del Puente en 1983, fue destinado como oficial de guardia en el entonces buque insignia de la Royal Australian Navy, HMAS Stalwart (AD215). Esto fue seguido por un servicio como el Oficial Director de la sede, en Cairns, de la patrullera HMAS Townsville (PB205) en 1985-86.
Al término del curso de Oficial Principal de Guerra y la formación de sub especialista en artillería y en guerra aérea, el Teniente Gilmore completó tres viajes consecutivos en el mar como PWO (A) / Director de Operaciones en buques de guerra tanto en Australia y Reino Unido. Desde 1992 hasta 1994, él era el oficial de artillería de flota y del Grupo de Formación Marítimo. Él fue asignado posteriormente como Director Ejecutivo de la fragata con misil teledirigido HMAS Melbourne (FFG05) en 1994-96.
Ascendido a Comandante en 1996, fue nombrado Oficial de Enlace de la Royal Australian Navy al Comando de Doctrina Marina de los EE. UU. en Norfolk, Virginia. A su regreso a Australia, el Comandante Gilmore fue enviado a los cuarteles marítimos, como comandante (N51) durante 1998-99. Esta posición más difícil y gratificante fue la de participar de la planificación para todas las ADF y dirigió las operaciones y los ejercicios de las principales unidades de la flota. Fue condecorado con la Cruz de Servicio Sobresaliente  y en la 2000 Queens Birthday Honours con honores por su servicio en este papel.
El Comandante Gilmore asumió el mando de la fragata clase ANZAC, fragata HMAS Arunta (FFH151) en el año 2000. Además de los grandes despliegues de tarea de grupo, un punto culminante de este período fue el premio de la prestigiosa Copa de Gloucester, que le reconoció como el mejor major de unidad de flota Arunta de la Armada en 2000.
Ascendido a Capitán en 2001, asistió a los Cursos de Estudios de Defensa y Estrategia en el Colegio de Defensa de Australia durante el año 2002 y se graduó con una Maestría en Artes en Estudios Estratégicos. El capitán Gilmore fue designado como el director de Desarrollo de División de Combate Marítimo de los Sistemas de Defensa de Australia en diciembre de 2002. En este puesto era responsable del desarrollo de la capacidad de documentación de los requisitos relativos a la eventual adquisición de naves futuras y sistemas de combate de la Real Marina Australiana.
El capitán Gilmore fue ascendido a Comodoro en enero de 2005 y nombrado para el cargo de director general de Política Marina Estratégica y Futura en los cuarteles de la Armada. Seleccionado para la Fuerza de Tareas comando de la coalición 58 en el norte del Golfo Pérsico, CDRE Gilmore fue desplegado en el marco de la Operación Catalyst entre abril y agosto de 2005. Con una plantilla pequeña RAN, CDRE Gilmore se embarcó en el cruceros USS Antietam (CG54) y USS Normandy (CG60) y fue responsable de la conducta de todas las operaciones de seguridad marítima. Él volvió a la posición DGNSPF en septiembre de 2005. CDRE Gilmore fue nombrado miembro de la Orden de Australia (AM) en el 2006 Queens Birthday Honours con honores en reconocimiento de su servicio como Comandante de la Fuerza de Tarea 58. En septiembre de 2007 se convirtió en Comandante de la Armada de los sistemas de comando, una posición que fue cancelado en julio de 2009.
El Comodoro Gilmore fue ascendido a Contralmirante en junio de 2008 y fue Comandante de la flota australiana entre octubre de 2009 diciembre de 2011.